# 天主教辛吉達教區
天主教辛吉达教區 （拉丁語：Dioecesis Singidaensis）是坦桑尼亞一個羅馬天主教教區，屬多多馬總教區。
教區成立於1972年3月25日，2014年11月6日前屬塔波拉總教區。
教區位於辛吉達區。2010年有168,781名教友（佔轄區總人口12.2%）、二十個堂區、六十六名司鐸。目前教區主教之位懸空，由原教區主教德西戴里奥斯·鲁沃马任宗座署理。